# Синсіміон (Харгіта)
Синсіміон (рум. Sânsimion) — село у повіті Харгіта в Румунії. Адміністративний центр комуни Синсіміон.
Село розташоване на відстані 203 км на північ від Бухареста, 13 км на південний схід від М'єркуря-Чука, 70 км на північ від Брашова.

## Населення
За даними перепису населення 2002 року у селі проживала 2441 особа.
Національний склад населення села:
| Національність | Кількість осіб | Відсоток |
| -------------- | -------------- | -------- |
| угорці         | 2377           | 97,4%    |
| румуни         | 50             | 2,0%     |
| цигани         | 12             | 0,5%     |

Рідною мовою назвали:
| Мова      | Кількість осіб | Відсоток |
| --------- | -------------- | -------- |
| угорська  | 2396           | 98,2%    |
| румунська | 45             | 1,8%     |